# Frederick Sanger
Frederick Sanger (1918 – 2013) là nhà hóa học người Anh. Ông là người đầu tiên giành Giải Nobel Hóa học tới 2 lần và đang là người duy nhất có thành tích này. Lần đầu tiên là vào năm 1958, ông giành giải này một mình. Lần thứ hai là vào năm 1980, ông chung giải thưởng với hai nhà hóa học người Mỹ đó là Paul Berg và Walter Gilbert. Năm 1958 ông giành giải nhờ những nghiên cứu làm sáng tỏ cấu trúc của protein, đặc biệt là insulin. Năm 1980, ông đoạt giải là vì có những đóng góp liên quan đến chuỗi axít nucleic.

## Tiểu sử
Frederick Sanger sinh ngày 13 tháng 8 năm 1918 tại Rendcomb, một ngôi làng nhỏ ở Gloucestershire, nước Anh. Ông là con trai thứ hai của Frederick Sanger, một bác sĩ đa khoa, và vợ là Cicely Sanger (nhũ danh Crewdson). Ông có một người anh trai, Theodore, lớn hơn ông một tuổi, và một người em gái, May (Mary), nhỏ hơn ông năm tuổi. Bác sĩ Sanger đã từng làm việc như một nhà truyền giáo y tế Anh giáo ở Trung Quốc, nhưng sau đó đã trở về nước vì sức khỏe kém. Năm 1916, khi bác sĩ Sanger đã 40 tuổi, ông kết hôn với Cicely kém bản thân 4 tuổi. Cha của Sanger đã chuyển sang Giáo Hữu Hội (Quakers) ngay sau khi hai người con trai của ông được sinh ra, và ông đã nuôi dạy các con của mình theo giáo lý của nhóm tôn giáo này. Mẹ của Sanger là con gái của một nhà sản xuất bông giàu có và có xuất thân là người Quaker, nhưng bản thân bà không theo giáo phái này.
Khi Sanger khoảng năm tuổi, gia đình chuyển đến ngôi làng nhỏ Tanworth-in-Arden ở Warwickshire. Với điều kiện tài chính khá giả, gia đình ông đã thuê một gia sư để dạy dỗ bọn trẻ. Năm 1927, khi mới 9 tuổi, ông được gửi đến trường Downs, một trường dự bị nội trú do Quakers điều hành gần thị trấn Malvern. Anh trai của ông, Theo, cũng học cùng trường nhưng trước ông một năm. Năm 1932, ở tuổi 14, ông được gửi đến trường Bryanston mới thành lập ở Dorset. Ngôi trường sử dụng phương pháp giáo dục Dalton với một lịch trình tự do hơn khiến Sanger rất thích. Ở trường mới, ông thích học các giáo viên của mình và đặc biệt thích các môn khoa học. Do hoàn thành Chứng chỉ Trung học (tiếng Anh: School Certificate) sớm hơn một năm và được trao đến bảy tín chỉ, Sanger đã có thể dành phần lớn thời gian năm học cuối cùng của mình để thực nghiệm trong phòng thí nghiệm cùng với thầy giáo hóa học của mình, Geoffrey Ordish, người từng học tại Đại học Cambridge và là một nhà nghiên cứu trong Phòng Thí nghiệm Cavendish. Làm việc với Ordish đã tạo ra một sự thay đổi mới mẻ so với việc ngồi và nghiên cứu tài liệu, và điều này đánh thức khát vọng theo đuổi sự nghiệp khoa học của Sanger. Năm 1935, trước khi vào đại học, Sanger được gửi đến trường Schule Schloss Salem ở miền nam nước Đức trong một chương trình trao đổi. Nhà trường quá chú trọng vào các môn thể chất, và điều này giúp Sanger đi trước về mặt kiến thức so với các học sinh khác. Ngoài ra, ông đã bị sốc khi biết rằng mỗi ngày tại ngôi trường được bắt đầu bằng các bài đọc từ Mein Kampf của Hitler, sau đó là kiểu chào Quốc xã.
Năm 1936, Sanger đến St John's College, Cambridge để nghiên cứu khoa học tự nhiên. Đây cũng là ngôi trường mà cha ông đã theo học. Đối với Phần I của kỳ sát hạch Tripos, ông đã đăng ký các khóa học vật lý, hóa học, hóa sinh và toán học nhưng lại gặp khó khăn với vật lý và toán học. Nhiều học sinh khác đã phải học thêm các lớp toán khác ở trường. Trong năm thứ hai, ông thay thế vật lý bằng sinh lý học. Anh ấy đã mất ba năm để có được Phần I. Đối với Phần II, ông theo học hóa sinh và nhận được bằng tấm bằng Danh dự Hạng 1. Tại Cambridge lúc bấy giờ, hóa sinh là một khoa tương đối mới do Gowland Hopkins thành lập với các giảng viên nhiệt tình bao gồm Malcolm Dixon, Joseph Needham, và Ernest Baldwin.
Cả cha và mẹ của ông đều chết vì bệnh ung thư trong hai năm đầu tiên của ông tại Cambridge. Khi mất, cha ông đã 60 tuổi, và mẹ của ông đã 58 tuổi. Khi còn là sinh viên đại học, niềm tin của Sanger bị ảnh hưởng mạnh mẽ bởi giáo lý của Giáo Hữu Hội. Ông là một người theo chủ nghĩa hòa bình và là thành viên của Hiệp hội Cam kết Hòa bình (tiếng Anh: Peace Pledge Union hay PPU). Chính nhờ sự tham gia của ông với Nhóm các nhà khoa học chống chiến tranh Cambridge (tiếng Anh: Cambridge Scientists Anti-War Group hay CSAWG) , ông đã gặp người vợ tương lai của mình, Joan Howe, người đang theo học kinh tế tại Đại học Newnham. Họ hẹn hò với nhau khi ông đang học cho kỳ thi Phần II của Tripos và kết hôn sau khi ông tốt nghiệp vào tháng 12 năm 1940. Sanger, mặc dù được nuôi dưỡng và ảnh hưởng bởi giáo lý của Quakers, sau đó bắt đầu không đến cách nhìn nhận của giáo hội này. Sanger ấy bắt đầu nhìn thế giới qua lăng kính khoa học hơn, và với sự phát triển vượt bậc của nghiên cứu và phát triển khoa học, ông dần xa rời đức tin mà ông ấy đã được dạy. Ông không có gì ngoài sự tôn trọng đối với tôn giáo và tuyên bố ông đã giữ lại hai điều từ giáo lý là sự thật và sự tôn trọng đối với tất cả cuộc sống. Theo Đạo luật Huấn luyện Quân sự 1939, ông tạm thời được đăng ký là một người từ chối nhập ngũ vì lương tâm thấy không đúng, và một lần nữa theo Đạo luật Nghĩa vụ Quốc gia (Lực lượng Vũ trang) 1939, trước khi được tòa án cho phép ông miễn nghĩa vụ quân sự vô điều kiện. Trong thời gian chờ đợi, anh đã được đào tạo về công tác cứu trợ xã hội tại trung tâm Quaker, Spicelands, ở Devon và phục vụ một thời gian ngắn như một hộ lý tại bệnh viện.
Sanger bắt đầu học tiến sĩ vào tháng 10 năm 1940 dưới sự dẫn dắt của N.W. "Bill" Pirie. Dự án của ông là điều tra xem liệu protein có thể ăn được có thể chiết xuất từ cỏ hay không. Sau hơn một tháng, Pirie rời khỏi khoa và Albert Neuberger trở thành người hướng dẫn luận án tiến sĩ của ông. Sanger đã thay đổi dự án nghiên cứu của mình để nghiên cứu sự trao đổi chất của lysine và một vấn đề thực tế hơn liên quan đến nitơ trong khoai tây. Luận án của ông có tên là "Sự chuyển hóa axit amin lysine trong cơ thể động vật". Luận án của ông được Charles Harington và Albert Charles Chibnall kiểm tra, và Sanger được trao bằng tiến sĩ năm 1943.

## Sự nghiệp

### Xác định trình tự insulin
Khi giáo sư Neuberger chuyển đến Viện Nghiên cứu Y khoa Quốc gia (tiếng Anh: National Institute for Medical Research hay NIMR) ở London, Sanger vẫn quyết định ở lại Cambridge. Năm 1943, Sanger gia nhập nhóm nghiên cứu của Charles Chibnall, một nhà hóa học protein, người mới vừa đảm nhận vị trí trưởng khoa tại Khoa Hóa sinh. Chibnall đã thực hiện một số nghiên cứu về thành phần axit amin của insulin bò và đề nghị Sanger tìm hiểu các nhóm amin có trong protein đó. Thời bấy giờ, insulin có thể được mua từ chuỗi hiệu thuốc Boots và là một trong số rất ít protein có sẵn ở dạng tinh khiết. Cho đến thời điểm này, Sanger đã tự chi trả cho các hoạt động học tập và nghiên cứu của chính mình tại Đại học. Khi trở thành thành viên của nhóm của Chibnall, ông ban đầu được hỗ trợ bởi Hội đồng Nghiên cứu Y khoa (tiếng Anh: Medical Research Council hay MRC), và sau đó từ năm 1944 đến năm 1951, bởi Học bổng Beit Memorial về Nghiên cứu Y khoa.
Thành công đầu tiên của Sanger là xác định được trình tự axit amin hoàn chỉnh của hai chuỗi polypeptit của insulin bò, A và B, lần lượt vào năm 1952 và 1951. Trước đó, các nhà khoa học đã cho rằng protein không có một cấu trúc cụ thể. Khi xác định các trình tự axit amin này, Sanger đã chứng minh rằng protein có thành phần hóa học xác định.
Để đạt được thành công này, Sanger đã cải tiến phương pháp sắc ký phân vùng do Richard Laurence Millington Synge và Archer John Porter Martin lần đầu phát triển để xác định thành phần của các axit amin trong sợi len. Sanger đã sử dụng thuốc thử hóa học 1-fluoro-2,4-dinitrobenzene (hiện nay, còn được gọi là thuốc thử Sanger, fluorodinitrobenzene, FDNB hoặc DNFB), có nguồn gốc từ nghiên cứu khí độc của Bernhard Charles Saunders tại Khoa Hóa học tại Đại học Cambridge. Thuốc thử của Sanger tỏ ra hiệu quả trong việc đánh đấu nhóm amin ở đầu N của chuỗi polypeptit. Sau đó, ông thủy phân một phần insulin thành các đoạn peptit ngắn bằng axit clohydric hoặc một loại enzym như trypsin. Sau đó, hỗn hợp các peptit này được phân phân tách trong không gian hai chiều trên một tờ giấy lọc. Cụ thể hơn, tờ giấy lọc chứa hỗn hợp peptit sẽ được điện di theo một chiều ngang, và sau đó, phương pháp sắc ký được áp dụng để peptit phân tách theo chiều dọc (vuông góc với chiều của điện di). Các đoạn peptit khác nhau của insulin, được đánh dấu bằng ninhydrin, di chuyển đến các vị trí khác nhau trên giấy, tạo ra một mẫu riêng biệt mà Sanger gọi là "dấu vân tay". Có thể nhận đoạn peptit ở đầu N bằng cách xác định vị trí của màu vàng, được tạo thành bởi phản ứng hóa học của chât FDNB, trên tờ giấy lọc. Đoạn axit amin này có thể được xác định bằng cách thủy phân hoàn toàn bằng axit và xác định loại axit amin đinitrophenyl nào được tạo thành. [6 ]
Khi lặp lại loại quy trình này, Sanger có thể xác định trình tự của các đoạn peptit ngắn được tạo ra bằng cách sử dụng các phương pháp khác nhau trong quá trình thủy phân ban đầu. Sau đó, chúng có thể được tập hợp thành các chuỗi dài hơn để suy ra cấu trúc hoàn chỉnh của insulin. Cuối cùng, vì chuỗi A và B không hoạt động về mặt sinh lý nếu không có ba liên kết cầu disulfua (hai cầu giữa chuỗi A và B, một cầu giữa các axit amin trên chuỗi A), Sanger và đồng nghiệp của ông đã quyết định kết thúc thí nghiệm của họ vào năm 1955. Kết luận chính của Sanger là hai chuỗi polypeptide của protein insulin có một trình tự axit amin xác định, và rộng hơn, mỗi protein đều có một trình tự nhất định. Chính thành tích này đã mang về cho ông giải Nobel Hóa học đầu tiên vào năm 1958. Đồng thời, khám phá này góp phần quan trọng đối với Giả thuyết Trình tự (tiếng Anh: Sequence Hypothesis) sau này của Crick để phát triển các ý tưởng về cách ADN mã hóa thành protein.

### Xác định trình tự ARN
Từ năm 1951, Sanger là một nhân viên ngoại bộ của Hội đồng Nghiên cứu Y học, và khi cơ quan này mở Phòng thí nghiệm Sinh học Phân tử vào năm 1962, ông chuyển từ các phòng thí nghiệm của mình tại Khoa Hóa sinh của trường đại học lên tầng cao nhất của tòa nhà mới của MRC. Đồng thời, ông cũng trở thành người đứng đầu bộ phận Hóa học Protein.
Trước khi chuyển đi, Sanger bắt đầu khám phá khả năng giải mã trình tự các phân tử ARN và bắt đầu phát triển các phương pháp tách các đoạn ribonucleotide bằng các enzym nuclease cụ thể. Ông đã thực hiện công việc này trong khi cố gắng hoàn thiện các kỹ thuật giải trình tự mà ông đã phát triển trong quá trình nghiên cứu insulin.
Thách thức quan trọng trong công việc giải mã trình tự là tìm ra một đoạn ARN tinh khiết để có thể làm thí nghiệm. Trong quá trình nghiên cứu, ông đã phát hiện ra vào năm 1964, với Kjeld Marcker, ARN vận chuyển formylmethionine tham gia quá trình tổng hợp protein ở vi khuẩn. Tuy nhiên, ông đã bị đánh bại trong cuộc đua trở thành người đầu tiên giải trình tự phân tử ARN vận chuyển bởi một nhóm nghiên cứu do Robert Holley đến từ Đại học Cornelldẫn đầu. Holley đã công bố trình tự của 77 ribonucleotide của ARN vận chuyển alanin chiết xuất từ Saccharomyces cerevisiae vào năm 1965. Đến năm 1967, nhóm của Sanger mới xác định được trình tự nucleotide của ARN ribosome 5S, một RNA nhỏ gồm 120 nucleotide, chiết xuất từ Escherichia coli.

### Xác định trình tự ADN
Năm 1975, Frederick Sanger đã phát minh ra phương pháp giải trình tự của DNA bằng enzyme. Phương pháp này được gọi là phương pháp Dideoxy. Đây là phương pháp giúp các nhà khoa học có thể đọc trình tự nucleotide trên một phân tử DNA. Ngày nay rất nhiều máy giải trình tự gene đều dựa trên nguyên tắc chính của phướng pháp nói trên.

## Ấn bản chọn lọc của Frederick Sanger
- Neuberger, A.; Sanger, F. (1942), "The nitrogen of the potato", Biochemical Journal, 36 (7–9): 662–671, PMC 1266851, PMID 16747571.
- Neuberger, A.; Sanger, F. (1944), "The metabolism of lysine", Biochemical Journal, 38 (1): 119–125, PMC 1258037, PMID 16747737.
- Sanger, F. (1945), "The free amino groups of insulin", Biochemical Journal, 39 (5): 507–515, PMC 1258275, PMID 16747948.
- Sanger, F. (1947), "Oxidation of insulin by performic acid", Nature, 160 (4061): 295, doi:10.1038/160295b0, PMID 20344639.
- Porter, R.R.; Sanger, F. (1948), "The free amino groups of haemoglobins", Biochemical Journal, 42 (2): 287–294, PMC 1258669, PMID 16748281.
- Sanger, F. (1949a), "Fractionation of oxidized insulin", Biochemical Journal, 44 (1): 126–128, PMC 1274818, PMID 16748471.
- Sanger, F. (1949b), "The terminal peptides of insulin", Biochemical Journal, 45 (5): 563–574, PMC 1275055, PMID 15396627.
- Sanger, F.; Tuppy, H. (1951a), "The amino-acid sequence in the phenylalanyl chain of insulin. 1. The identification of lower peptides from partial hydrolysates", Biochemical Journal, 49 (4): 463–481, PMC 1197535, PMID 14886310.
- Sanger, F.; Tuppy, H. (1951b), "The amino-acid sequence in the phenylalanyl chain of insulin. 2. The investigation of peptides from enzymic hydrolysates", Biochemical Journal, 49 (4): 481–490, PMC 1197536, PMID 14886311.
- Sanger, F.; Thompson, E.O.P. (1953a), "The amino-acid sequence in the glycyl chain of insulin. 1. The identification of lower peptides from partial hydrolysates", Biochemical Journal, 53 (3): 353–366, PMC 1198157, PMID 13032078.
- Sanger, F.; Thompson, E.O.P. (1953b), "The amino-acid sequence in the glycyl chain of insulin. 2. The investigation of peptides from enzymic hydrolysates", Biochemical Journal, 53 (3): 366–374, PMC 1198158, PMID 13032079.
- Sanger, F.; Thompson, E.O.p.; Kitai, R. (1955), "The amide groups of insulin", Biochemical Journal, 59 (3): 509–518, PMC 1216278, PMID 14363129.
- Ryle, A.P.; Sanger, F.; Smith, L.F.; Kitai, R. (1955), "The disulphide bonds of insulin", Biochemical Journal, 60 (4): 541–556, PMC 1216151, PMID 13249947.
- Brown, H.; Sanger, F.; Kitai, R. (1955), "The structure of pig and sheep insulins", Biochemical Journal, 60 (4): 556–565, PMC 1216152, PMID 13249948.
- Sanger, F. (1959), "Chemistry of Insulin: determination of the structure of insulin opens the way to greater understanding of life processes", Science, 129 (3359): 1340–1344, Bibcode:1959Sci...129.1340G, doi:10.1126/science.129.3359.1340, PMID 13658959.
- Milstein, C.; Sanger, F. (1961), "An amino acid sequence in the active centre of phosphoglucomutase", Biochemical Journal, 79 (3): 456–469, PMC 1205670, PMID 13771000.
- Marcker, K.; Sanger, F. (1964), "N-formyl-methionyl-S-RNA", Journal of Molecular Biology, 8 (6): 835–840, doi:10.1016/S0022-2836(64)80164-9, PMID 14187409.
- Sanger, F.; Brownlee, G.G.; Barrell, B.G. (1965), "A two-dimensional fractionation procedure for radioactive nucleotides", Journal of Molecular Biology, 13 (2): 373–398, doi:10.1016/S0022-2836(65)80104-8, PMID 5325727.
- Brownlee, G.G.; Sanger, F.; Barrell, B.G. (1967), "Nucleotide sequence of 5S-ribosomal RNA from Escherichia coli", Nature, 215 (5102): 735–736, Bibcode:1967Natur.215..735B, doi:10.1038/215735a0, PMID 4862513.
- Brownlee, G.G.; Sanger, F. (1967), "Nucleotide sequences from the low molecular weight ribosomal RNA of Escherichia coli", Journal of Molecular Biology, 23 (3): 337–353, doi:10.1016/S0022-2836(67)80109-8, PMID 4291728.
- Brownlee, G.G.; Sanger, F.; Barrell, B.G. (1968), "The sequence of 5S ribosomal ribonucleic acid", Journal of Molecular Biology, 34 (3): 379–412, doi:10.1016/0022-2836(68)90168-X, PMID 4938553.
- Adams, J.M.; Jeppesen, P.G.; Sanger, F.; Barrell, B.G. (1969), "Nucleotide sequence from the coat protein cistron of R17 bacteriophage RNA", Nature, 223 (5210): 1009–1014, Bibcode:1969Natur.223.1009A, doi:10.1038/2231009a0, PMID 5811898.
- Barrell, B.G.; Sanger, F. (1969), "The sequence of phenylalanine tRNA from E. coli", FEBS Letters, 3 (4): 275–278, doi:10.1016/0014-5793(69)80157-2, PMID 11947028.
- Jeppesen, P.G.; Barrell, B.G.; Sanger, F.; Coulson, A.R. (1972), "Nucleotide sequences of two fragments from the coat-protein cistron of bacteriophage R17 ribonucleic acid", Biochemical Journal, 128 (5): 993–1006, PMC 1173988, PMID 4566195.
- Sanger, F.; Donelson, J.E.; Coulson, A.R.; Kössel, H.; Fischer, D. (1973), "Use of DNA Polymerase I Primed by a Synthetic Oligonucleotide to Determine a Nucleotide Sequence in Phage f1 DNA", Proceedings of the National Academy of Sciences USA, 70 (4): 1209–1213, Bibcode:1973PNAS...70.1209S, doi:10.1073/pnas.70.4.1209, PMC 433459, PMID 4577794.
- Sanger, F.; Coulson, A.R. (1975), "A rapid method for determining sequences in DNA by primed synthesis with DNA polymerase", Journal of Molecular Biology, 94 (3): 441–448, doi:10.1016/0022-2836(75)90213-2, PMID 1100841.
- Sanger, F.; Nicklen, S.; Coulson, A.R. (1977), "DNA sequencing with chain-terminating inhibitors", Proceedings of the National Academy of Sciences USA, 74 (12): 5463–5467, Bibcode:1977PNAS...74.5463S, doi:10.1073/pnas.74.12.5463, PMC 431765, PMID 271968. According to the Institute for Scientific Information (ISI) database, by October 2010 this paper had been cited over 64,000 times.
- Sanger, F.; Air, G.M.; Barrell, B.G.; Brown, N.L.; Coulson, A.R.; Fiddes, C.A.; Hutchinson, C.A.; Slocombe, P.M.; Smith, M. (1977), "Nucleotide sequence of bacteriophage φX174 DNA", Nature, 265 (5596): 687–695, Bibcode:1977Natur.265..687S, doi:10.1038/265687a0, PMID 870828.
- Sanger, F.; Coulson, A.R. (1978), "The use of thin acrylamide gels for DNA sequencing", FEBS Letters, 87 (1): 107–110, doi:10.1016/0014-5793(78)80145-8, PMID 631324.
- Sanger, F.; Coulson, A.R.; Barrell, B.G.; Smith, A.J.; Roe, B.A. (1980), "Cloning in single-stranded bacteriophage as an aid to rapid DNA sequencing", Journal of Molecular Biology, 143 (2): 161–178, doi:10.1016/0022-2836(80)90196-5, PMID 6260957.
- Anderson, S.; Bankier, A.T.; Barrell, B.G.; De Bruijn, M.H.; Coulson, A.R.; Drouin, J.; Eperon, I.C.; Nierlich, D.P.; Roe, B.A. (1981), "Sequence and organization of the human mitochondrial genome", Nature, 290 (5806): 457–465, Bibcode:1981Natur.290..457A, doi:10.1038/290457a0, PMID 7219534.
- Anderson, S.; De Bruijn, M.H.; Coulson, A.R.; Eperon, I.C.; Sanger, F.; Young, I.G. (1982), "Complete sequence of bovine mitochondrial DNA. Conserved features of the mammalian mitochondrial genome", Journal of Molecular Biology, 156 (4): 683–717, doi:10.1016/0022-2836(82)90137-1, PMID 7120390.
- Sanger, F.; Coulson, A.R.; Hong, G.F.; Hill, D.F.; Petersen, G.B. (1982), "Nucleotide sequence of bacteriophage λ DNA", Journal of Molecular Biology, 162 (4): 729–773, doi:10.1016/0022-2836(82)90546-0, PMID 6221115.
- Sanger, F. (1988), "Sequences, sequences, and sequences", Annual Review of Biochemistry, 57: 1–28, doi:10.1146/annurev.bi.57.070188.000245, PMID 2460023.